# ۴۳ زرافه
۴۳ زرافه (43 Camelopardalis) یک ستارهٔ تکی در صورت فلکی پیراقطبی زرافه در نیمکره شمالی آسمان است، که بر اساس اختلاف منظر ستاره‌ای تقریباً ۱۰۶۰ سال نوری از خورشید فاصله دارد. این ستاره با چشم غیرمسلح به صورت یک ستاره کم‌نور با رنگ آبی-سفید و قدر ظاهری ۵٫۱۱ قابل مشاهده است. این جرم آسمانی با سرعت شعاعی ۲۱- کیلومتر بر ثانیه به زمین نزدیک می‌شود.
رده‌بندی ستاره‌ای ۴۳ زرافه B7 III است، که با یک غول آبی مطابقت دارد. این ستاره با چرخش ستاره‌ای ۱۹۰ کیلومتر بر ثانیه به سرعت در حال چرخش است. جرم این ستاره پنج برابر جرم خورشیدی و شعاع آن حدود ۴٫۴ برابر شعاع خورشیدی است. این ستاره ۷۲۴ برابر تابندگی خورشید را از نورسپهر خود با دمای مؤثر ۱۳۱۸۳ کلوین منتشر می‌کند.

## نام چینی
در فرهنگ چین، عبارت 紫微右垣 (Zǐ Wēi Yòu Yuán) به معنی «دیوار راست محوطه ممنوعه بنفش» به یک صورت فلکی اشاره دارد که شامل ستاره‌هایی مثل ۴۳ زرافه، آلفا اژدها (ثعبان)، کاپا اژدها، لامبدا اژدها، ۲۴ خرس بزرگ، آلفا زرافه و بی‌کا زرافه می‌شود. به همین دلیل، خود ستاره ۴۳ زرافه به نام 紫微右垣五 (Zǐ Wēi Yòu Yuán wǔ) شناخته می‌شود که به معنی «پنجمین ستاره از دیوار راست محوطه ممنوعه بنفش» است. نماد این ستاره 上衛 (Shǎngwèi) به معنی «اولین گارد امپراتوری» است.